# La Révolte des mannequins
La Révolte des mannequins est un spectacle créé en 2007 par la troupe Royal de luxe en collaboration avec l'École nationale supérieure des arts de la marionnette (Institut International de la Marionnette) de Charleville-Mézières.
Le principe : des mannequins dispersés dans différentes vitrines de la ville évoluent au fil des jours. Chaque nuit, la scène est modifiée. La succession des scènes raconte une histoire.

## Villes d'accueil dela Révolte des mannequins
- Charleville-Mézières (6 histoires) : 2007
- Nantes : du 1er au 10 février 2008 (13 histoires)
- Maastricht : du 8 au 16 mars 2008
- Amiens : du 6 au 15 juin 2008
- Anvers : 2e quinzaine de juillet 2008
- Calais : du 19 au 28 septembre 2008

## Liens
- La Révolte des Mannequins - Nantes : reconstitution de l'ensemble de la Révolte des mannequins à Nantes (février 2008), à partir de photos publiées par les internautes
- Pool de photos de la Révolte des Mannequins, sur Flickr
- Mairie de Nantes